# Dernière danse (песня Индилы)
«Dernière danse» (с фр. — «последний танец») — песня французской певицы Индилы, изданная в качестве первого сингла с её дебютного альбома Mini World 13 ноября 2013 года.

## Информация о песне
Сингл «Dernière danse» появился в продаже 13 ноября 2013 года. 4 декабря появился видеоклип к песне. Клип снимался в Париже. Режиссёром видео стал Сильван Брессоллетт. К маю 2023 года видео набрало 1 миллиард просмотров на YouTube. Также, в день выхода песни было выпущено видео со словами песни.
Песня была исполнена участниками 3 сезона французской, 3 сезона израильской версии шоу Голос, дважды[уточнить] в русской версии шоу Голос. Дети и в программе «Ты супер!» на телеканале НТВ.

## Список композиций
- Digital download[10]

1. «Dernière danse» — 3:32

## Награды и номинации
| Год  | Премия           | Номинация                | Результат |
| ---- | ---------------- | ------------------------ | --------- |
| 2014 | NRJ Music Awards | Франкоязычная песня года | Номинация |

## Позиции в чартах
1 марта 2014, эта песня возглавила греческий хит-парад и находилась на первом месте 13 недель.
| Чарт (2014)                        | Наивысшая позиция |
| ---------------------------------- | ----------------- |
| Австрия (Ö3 Austria Top 40)        | 72                |
| Бельгия/Фландрия (Ultratop 50)     | 5                 |
| Бельгия/Валлония (Ultratop 50)     | 2                 |
| Belgium Digital Songs (Billboard)  | 4                 |
| Чехия (Rádio — Top 100)            | 24                |
| Чехия (Singles Digitál Top 100)    | 53                |
| Франция (SNEP)                     | 2                 |
| Германия (GfK)                     | 47                |
| Greece Digital Songs (Billboard)   | 1                 |
| Израиль (Media Forest)             | 1                 |
| Lebanon Top 20                     | 3                 |
| Польша (Polish Airplay Top 100)    | 3                 |
| Словакия (Rádio — Top 100)         | 14                |
| Словакия (Singles Digitál Top 100) | 76                |
| Швейцария (Schweizer Hitparade)    | 15                |
| Number 1 Top 40                    | 1                 |